# Mâtin des Pyrénées
 (mars 2010).
Si vous disposez d'ouvrages ou d'articles de référence ou si vous connaissez des sites web de qualité traitant du thème abordé ici, merci de compléter l'article en donnant les références utiles à sa vérifiabilité et en les liant à la section « Notes et références ».
Le mâtin des Pyrénées (Mastín del Pirineo en espagnol) est une race de chien espagnole originaire des Pyrénées aragonaises et des Pyrénées françaises.
Pour sa grande taille et sa force, la nomenclature FCI le classe dans le groupe 2 (molossoïdes), section 2.2 molosse du type montagne.

## Histoire
Pendant très longtemps le mâtin des Pyrénées a accompagné les troupeaux de brebis dans leurs parcours transhumants des Pyrénées aragonaises et de Navarre jusqu'au Maestrazgo. Sa principale fonction était de protéger les troupeaux ainsi que leurs maîtres des attaques de loups et d'ours.
Pendant le XXe siècle et particulièrement après la guerre d'Espagne, le mâtin a décliné en raison du coût élevé de l'entretien  d'un chien de cette taille.
Dans les années 1970 un groupe d'amateurs initient un travail de récupération de la race à travers les rares spécimens qui se trouvaient à la campagne et qui possédaient encore des caractéristiques typiques de l'ancien molosse.
En 1977, est fondé le Club du mâtin des Pyrénées d'Espagne (Club del Mastín del Pirineo de España) qui organise la sélection et le programme international comme le démontre l'existence de clubs dans de nombreux pays européens et aux États-Unis.
En France, c'est la Réunion des amateurs de chiens pyrénéens qui veille depuis 1986 aux intérêts de la race.

## Description
Le mâtin des Pyrénées est un chien de grande taille : suivant le standard de race de la SCC les mâles doivent mesurer plus de 77 cm et les femelles plus de 72 cm ; ce même standard précise toutefois qu'il est préférable que ces limites inférieures soit largement dépassées, plus de 80 cm pour les mâles et plus de 75 cm pour les femelles étant des valeurs convenables.
Le corps du mâtin est couvert d'un pelage épais et long, de couleur blanche, avec des taches plus sombres sur tout le corps.